# Kenta Kazuno
Kenta Kazuno (jap. 数野 健太, Kazuno Kenta; * 25. November 1985 in der Präfektur Shiga) ist ein japanischer Badmintonspieler.

## Karriere
Kenta Kazuno gewann bei den Weltmeisterschaften der Studenten 2006 Bronze im  Herrendoppel mit Kenichi Hayakawa. Mit ihm siegte er 2007 auch bei den Romanian International und den Victoria International. Bei der Weltmeisterschaft 2009 wurden sie 17., bei den German Open 2009 Zweite. Mit neuem Partner Yoshiteru Hirobe wurde er 2010 Zweiter bei den Dutch Open. 2016 startete er bei Olympia.

## Sportliche Erfolge
| Saison | Veranstaltung                     | Disziplin    | Platz | Name                            |
| ------ | --------------------------------- | ------------ | ----- | ------------------------------- |
| 2006   | Weltmeisterschaften der Studenten | Herrendoppel | 3     | Kenichi Hayakawa / Kenta Kazuno |
| 2007   | Romanian International            | Herrendoppel | 1     | Kenichi Hayakawa / Kenta Kazuno |
| 2007   | Victoria International            | Herrendoppel | 1     | Kenichi Hayakawa / Kenta Kazuno |
| 2009   | Weltmeisterschaft                 | Herrendoppel | 17    | Kenichi Hayakawa / Kenta Kazuno |
| 2009   | German Open                       | Herrendoppel | 2     | Kenichi Hayakawa / Kenta Kazuno |
| 2010   | Thomas Cup                        | Herrenteam   | 3     | Japan                           |
| 2010   | Dutch Open                        | Herrendoppel | 2     | Yoshiteru Hirobe / Kenta Kazuno |
| 2015   | Malaysia GPG                      | Herrendoppel | 1     | Kenta Kazuno / Kazushi Yamada   |